# Коротеев, Александр Владимирович
Александр Владимирович Коротеев (10 ноября 1980 — 1 марта 2000) — гвардии рядовой 6 роты 104 парашютно-десантного полка, погибший во время боя 29 февраля — 1 марта 2000 года в Аргунском ущелье.

## Биография
А. В. Коротеев родился в 1980 году в г. Остров Псковской области. В ноябре 1998 года был призван в армию.
29 февраля 2000 года банды боевиков пошли на прорыв из Аргунского ущелья. Рядовой Коротеев вместе с товарищами прорвался на помощь 6-й роте, удерживающей высоту 776.0 у селения Улус-Керт Шатойского района. Александр не покинул позицию после тяжёлого ранения и продолжал вести огонь по боевикам. Он мужественно сражался до последней капли крови, пока разорвавшаяся рядом граната из подствольного гранатомёта не оборвала жизнь героя.
Похоронен в селе Новая Уситва Палкинского района Псковской области.
Указом Президента Российской Федерации за мужество и героизм, проявленные в боях с террористами на территории Северного Кавказа гвардейцы-десантники, в том числе и Александр Коротеев, были награждены орденом Мужества (посмертно).
Имя 84-х Псковских Десантников носит улица в г. Грозном.
Имя Александра Коротеева носит пионерская дружина школы г. Остров.
3 августа 2002 года в Черёхе близ Пскова состоялось торжественное открытие 20-метровой конструкции в форме раскрытого парашюта возле КПП 104-го полка.